# 텍사스 요새 포위전
텍사스 요새 포위전(Siege of Fort Texas)은 멕시코-미국 전쟁의 도화선을 당긴 사건으로 미국과 멕시코 양군에 의한 실제 군사행동의 시작이었다. 종종 ‘브라운 요새 포위전’이라고 하지만, 이 명칭은 정확한 명칭이 아니다. ‘브라운 요새’라는 이름은 포격으로 전사한 2명의 미국 병사 중 한 명으로 요새 건설을 완수하지 못한 사령관 제이콥 브라운 소령(영미전쟁의 영웅 제이콥 브라운과는 다른 인물)에서 따온 이름이다.

## 배경
1846년 3월 27일, 재커리 테일러 장군 휘하의 점령군 부대가 리오그란데강 북쪽으로 전진하여 “텍사스 요새”라는 별명이 붙은 용마루 보식 성곽 건축 작업을 시작했다. 그는 조셉 K. 맨스필드 대위에게 동쪽에 800명을 수용할 수 있는 별모양의 기지를 만들라고 명령하고, ‘텍사스 요새’(Fort Texas)라고 명명했다.:40 그 요새에는 500명의 병력을 배치하고 제이콥 브라운 소령이 책임을 맡았다. 이 병력에는 제7보병대 앨런 로드의 18파운드 4문과 브랙스턴 브래그 중위의 야전 포대가 포함되어 있었다.:49
프란시스코 메히아 장군의 2,000명의 병력이 20문의 대포와 함께 보강되었고, 페레데스 요새라고 불리는 라스 아나쿠이타스 나루 상류에 800명 규모의 토목공사와 테일러의 주둔지에서 교차사격을 할 수 있는 약 800야드에 두 채의 보루를 세웠다.:40 가장 큰 대포가 12 파운드 대포였다.:40
손튼 사건 이후, 마리아노 아리스타가 지휘하는 멕시코군은 5월 1일 보급품을 보호하기 위해 테일러가 대부분의 병력을 포인트 이사벨에 있는 포크 요새로 배치한 것을 알아내고:50, 리오그란데 강을 건너서 미군의 요새를 포위하였다.:49

## 공성전
5월 3일 모로스에 본부를 둔 멕시코 군 포병은 일주일 내내 텍사스 요새 포격을 시작했다. 요새의 수비는 브라운 소령과 제7보병 라우드 대위와 4~18대의 포병단 브래그 중위와 4 자루의 총으로 경무장한 포병이 맞았다. 공격을 당하는 동안 미군 병사는 2명의 사망자만 발생했지만, 대포의 공세와 상당한 숫자의 멕시코군 부대의 도착은 요새에 원군을 막았고, 군시설은 위험에 빠졌다.
재커리 테일러 장군은 요새 수비병의 구조를 위해, 그리고 그 결과 발발한 〈팔로 알토 전투〉로 멕시코군 마리아노 아리스타 장군은 요새 포위를 풀고 강 너머 남쪽으로 철수했다.

## 참고 문헌
- Bauer, K. Jack, The Mexican - American War 1846 – 1848
- Brooks, NC A Complete History of The Mexican War
- Handbook of Texas Online, Fort Brown  ,
- National Park Service, Palo Alto Battlefield NHS,

## 같이 보기
- 멕시코-미국 전쟁
- 브라운 요새